# Славяни
Славя́ни (болг. Славяни) — село в Ловецькій області Болгарії. Входить до складу общини Ловеч.

## Населення
За даними перепису населення 2011 року у селі проживали 789 осіб.
Національний склад населення села:
| Національність   | Кількість осіб | Відсоток |
| ---------------- | -------------- | -------- |
| болгари          | 679            | 91,3%    |
| турки            | 60             | 8,1%     |
| цигани           | 4              | 0,5%     |
| Всього відповіли | 744            |          |

Розподіл населення за віком у 2011 році:
Динаміка населення: